# Embryonenkontroverse

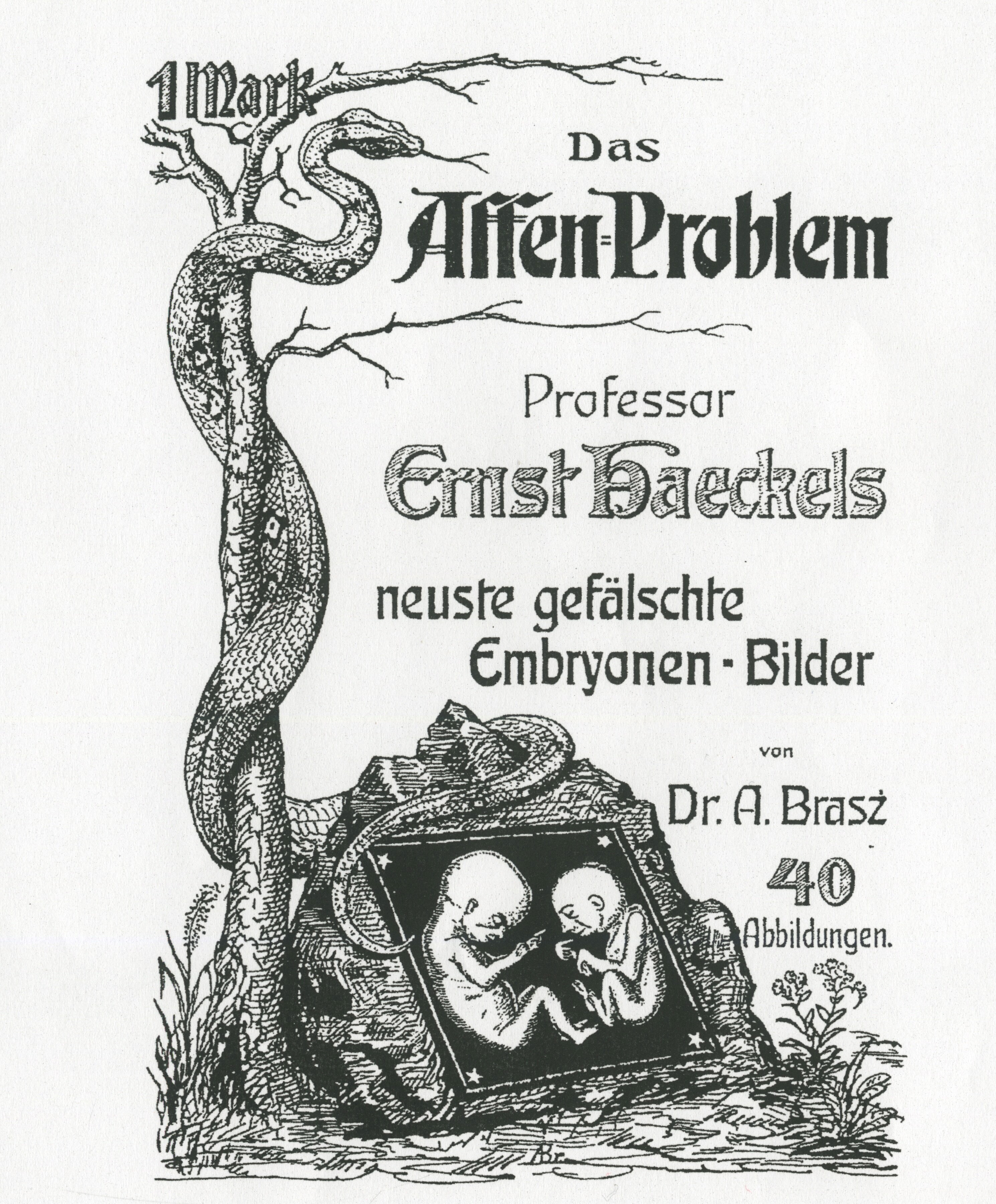
Titelseite einer gegen Haeckel gerichteten Publikation von Arnold Braß

 Die Embryonenkontroverse war ein Streit um Fälschungsvorwürfe gegenüber dem Evolutionsbiologen Ernst Haeckel. In der 1868 publizierten Natürlichen Schöpfungsgeschichte versuchte Haeckel, die noch junge Evolutionsbiologie durch eine laienverständliche Darstellung zu popularisieren. Dabei wurde die Embryologie als zentrales Argument präsentiert: Die Individualentwicklung eines Lebewesens, die Ontogenese, rekapituliere dessen stammesgeschichtliche Entwicklung, dessen Phylogenese (Biogenetische Grundregel), und sei daher nur im Rahmen eines evolutionären Modells zu erklären.
 
Dieses Argument wurde durch Abbildungen gestützt, die die Ähnlichkeiten zwischen Embryonen verschiedener Arten belegen sollten. Einige Zeichnungen unterschlugen jedoch bekannte Unterschiede. Andere Darstellungen waren identische Kopien eines Embryo-Holzschnitts und wurden ohne entsprechende Angabe zur Illustration verschiedener Arten verwendet. Derartige Manipulationen trugen Haeckel Kritik und Fälschungsvorwürfe von wissenschaftlichen Kollegen und Öffentlichkeit ein.
Haeckels herausgehobene Stellung in den Debatten um die Evolutionstheorie führte zu einer breiten Rezeption der Kontroverse. Haeckel war nicht nur der bekannteste Vertreter der Evolutionstheorie in Deutschland, er erklärte sein Eintreten für den Darwinismus zudem zu einem allgemeinen Weltanschauungskampf gegen die traditionelle Biologie, „Kirchen-Weisheit und […] After-Philosophie“. In diesem Kontext verstand Haeckel die Embryologie als ein „schwere[s] Geschütz im Kampf um die Wahrheit“, was zu einer häufig feindlichen Rezeption seiner Schriften beitrug.

## Die embryologische Argumentation für die Evolutionstheorie
Haeckels Argumentation für die Evolutionstheorie beruhte wesentlich auf Überlegungen zur Ontogenese, also der biologischen Entwicklung individueller Organismen von der befruchteten Eizelle zum erwachsenen Lebewesen. Zwei Beobachtungen überzeugten ihn von der überragenden Bedeutung der embryologischen Forschung. Zum einen fänden sich bei Embryonen Merkmale, die bei erwachsenen Lebewesen allenfalls rudimentär vorhanden seien. So habe etwa ein menschlicher Embryo in den ersten zwei Monaten einen frei hervorstehenden Schwanz, von dem nach der Geburt lediglich drei bis fünf Schwanzwirbel übrig blieben. „Dieses verkümmerte Schwänzchen des Menschen ist ein unwiderlegbarer Zeuge für die unleugbare Thatsache, daß er von geschwänzten Voreltern abstammt.“

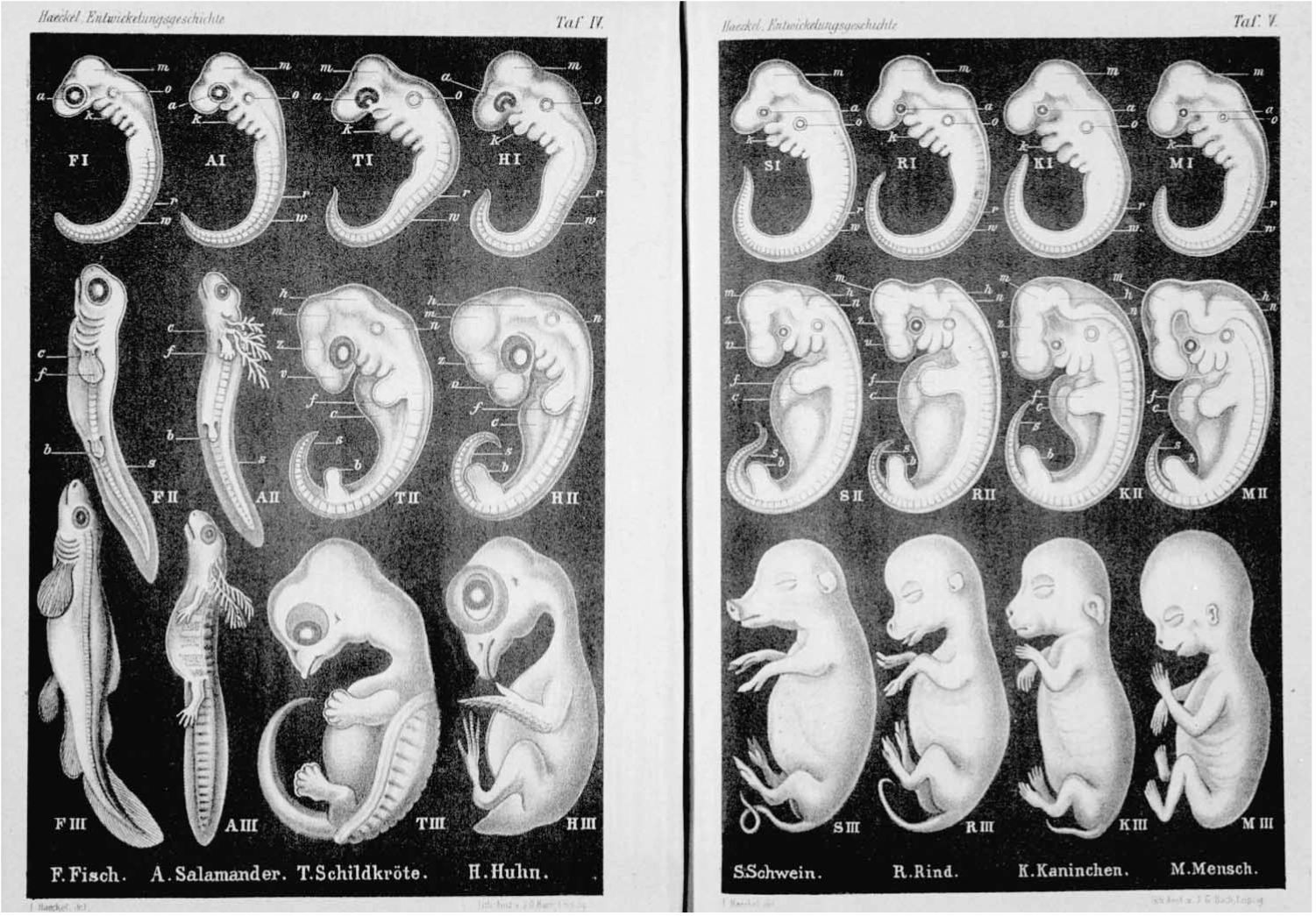
Illustration des biogenetischen Grundgesetzes in der Anthropogenie (1874)

Haeckels zweite Beobachtung bezog sich auf die allgemeine Ähnlichkeit zwischen Embryonen von Wirbeltieren. Er argumentierte, dass die Embryonen aller Wirbeltiere zu Beginn ununterscheidbar seien und sich erst allmählich verschiedene Merkmale herausdifferenzierten. Dabei erschienen Unterschiede umso später, je näher die Arten miteinander verwandt seien. In der Anthropogenie aus dem Jahre 1874 illustrierte Haeckel diesen Gedanken mit einer Abbildung von acht Wirbeltierembryonen in jeweils drei Entwicklungsstadien. Auf der ersten Stufe sind die Embryonen aller Arten nahezu ununterscheidbar. In der zweiten Spalte kann man spezifische Merkmale des Fisch- und Amphibienembryos bereits klar erkennen, während die übrigen Embryonen lediglich in Details voneinander abweichen. Auf der letzten Stufe sind schließlich alle Arten klar unterscheidbar. Dennoch teilen die vier Säugetierembryonen viele morphologische Merkmale, die sie deutlich von den vier anderen Wirbeltierembryonen abgrenzen.
Diese bereits von Karl Ernst von Baer beschriebenen Ähnlichkeiten zwischen den Embryonen der Wirbeltiere sind nach Haeckel jedoch nur ein Oberflächenphänomen, das auf einen grundlegenderen Zusammenhang zwischen Evolution und Individualentwicklung hinweist. Zu Beginn seien sich die Embryonen nämlich nicht nur ähnlich, vielmehr wiesen sie alle die typischen Merkmale der stammesgeschichtlich älteren Wirbeltiere auf: Selbst die gebildeten Kreise „wissen nicht, dass [der menschliche] Embryo zu einer gewissen Zeit im Wesentlichen den anatomischen Bau eines Fisches, später den Bau von Amphibien-Formen und Säugethier-Formen besitzt, und daß bei weiterer Entwicklung dieser letzteren zunächst die Formen erscheinen, welche auf der tiefsten Stufe der Säugethiere stehen“.
Diese Beobachtungen kulminierten in Haeckels Formulierung des biogenetischen Grundgesetzes, nach dem die Ontogenese eine Rekapitulation der Phylogenese ist. Der menschliche Embryo soll in seiner Entwicklung also auf kurze und unvollständige Weise die Stadien der Evolution der Wirbeltiere durchlaufen. Zu Beginn fänden sich etwa beim menschlichen Embryo typische Merkmale von Fischen wie Kiemenanlagen, die im Laufe der ontogenetischen Entwicklung verschwänden. Dieser Zusammenhang wurde von Haeckel als einer der „wichtigsten und unwiderlegbaren Beweise“ der Evolutionstheorie betrachtet, da nichtevolutionäre Ansätze keine plausible Erklärung dieses Phänomens anbieten könnten.

## Illustrationen derNatürlichen Schöpfungsgeschichte

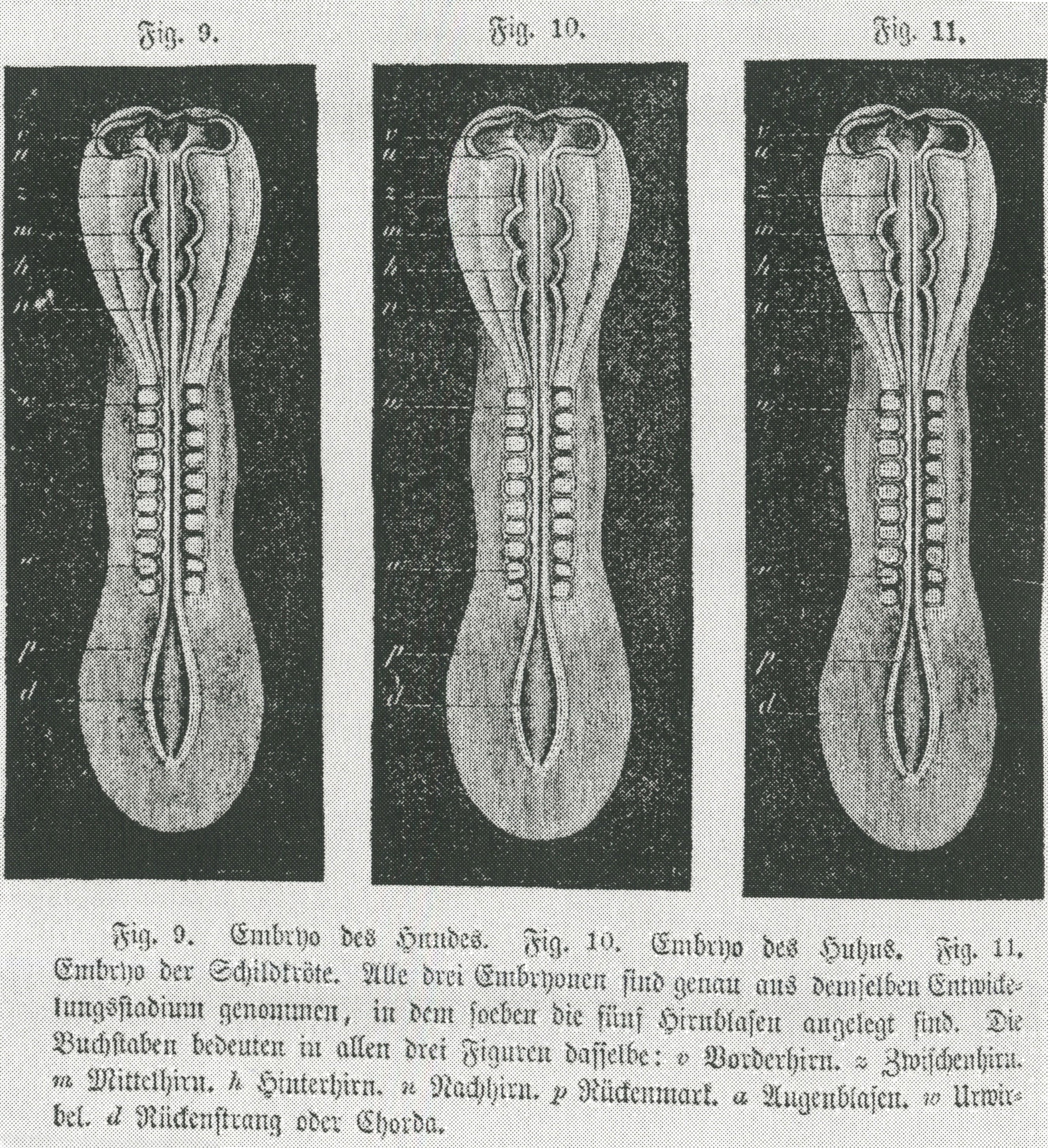
Angebliche Darstellung eines Embryos von Hund, Huhn und Schildkröte. Bei den Abbildungen handelt es sich jedoch um die identischen Kopien eines Holzschnittes.

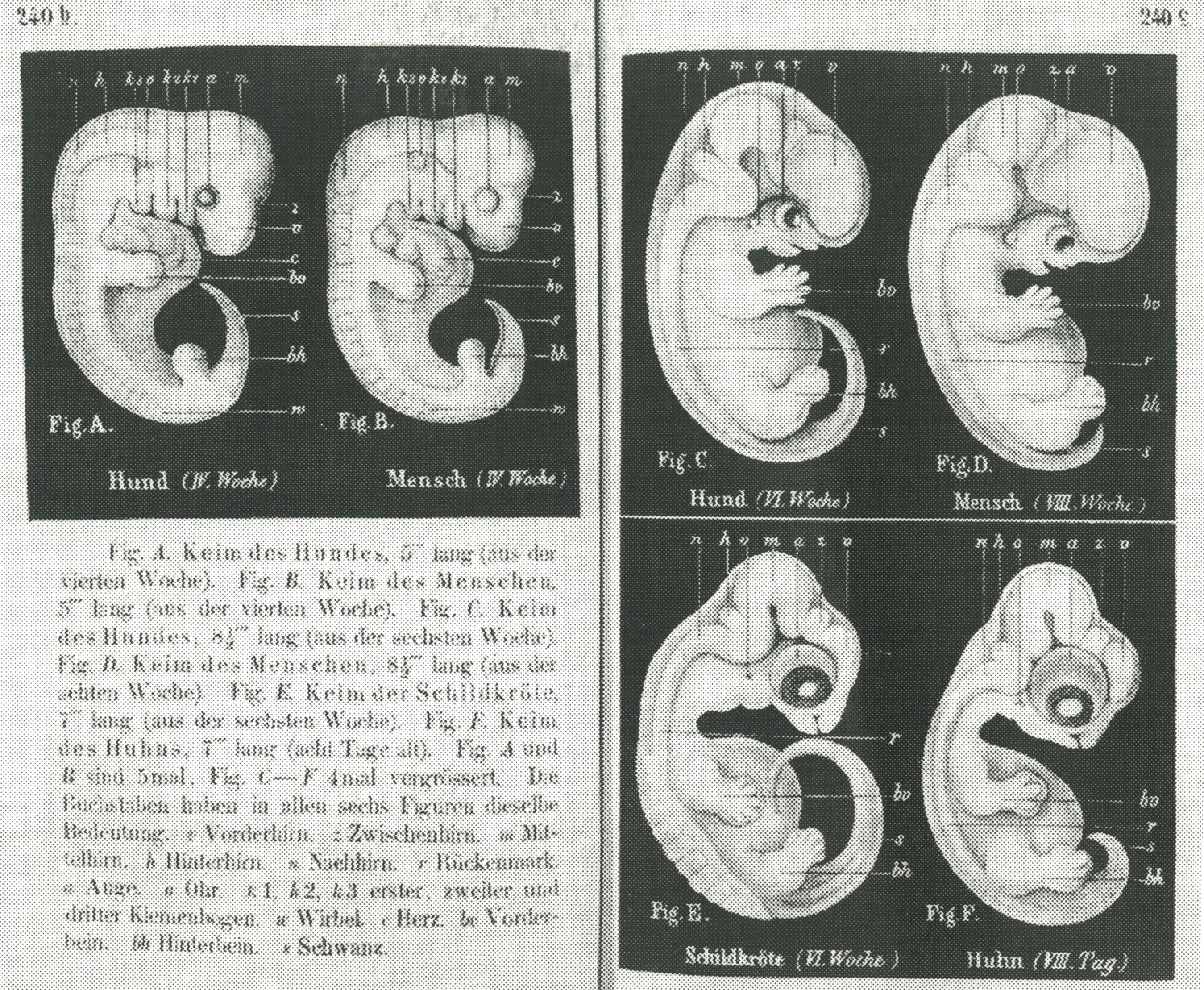
Embryonen von Hund und Mensch in der vierten Woche (A und B, links); Embryonen von Hund Mensch, Schildkröte und Huhn in der sechsten Woche (C–F, rechts).

Haeckels embryologische Argumentation für die Evolutionstheorie wurde erstmals in der Natürlichen Schöpfungsgeschichte einer breiten Leserschaft zugänglich gemacht. Die Darstellung des biogenetischen Grundgesetzes stützte sich auf eine Reihe von Abbildungen, die als Illustrationen und Belege des Gedankengangs konzipiert waren.
So zeigten drei Abbildungen angeblich die Embryonen eines Hundes, eines Huhns und einer Schildkröte. Die identische Gestalt der Darstellungen sollte den Leser davon überzeugen, dass die Embryonen der Wirbeltiere tatsächlich ein gemeinsames Entwicklungsstadium teilen: „Wenn Sie die jungen Embryonen des Hundes, des Huhns und der Schildkröte in Fig. 9, 10 und 11 vergleichen, werden Sie nicht im Stande sein, einen Unterschied wahrzunehmen.“ Die bis ins kleinste Detail gehende Übereinstimmung der Illustrationen ergab sich allerdings nur dadurch, dass die drei Abbildungen mit Hilfe desselben Druckstocks erstellt wurden. Während die Leser also die identischen Erscheinungen als Evidenz für Haeckels embryologische Thesen akzeptieren sollten, wurde der scheinbare Nachweis durch identische Kopien einer Abbildung erzeugt. In späteren Auflagen wurde als Reaktion auf Kritik nur noch eine Abbildung verwendet. Allerdings wies Haeckel darauf hin, dass die Zeichnung gleichermaßen einen Vogel- oder Säugetierembryo darstellen könnte.
Eine andere Abbildung diente der Darstellung des biogenetischen Grundgesetzes auf späteren Entwicklungsstufen. Die Figuren A und B zeigen die Embryonen eines Hundes und eines Menschen in der vierten Woche. Die Figuren C–F stellen die Embryonen von Hund, Mensch, Schildkröte und Huhn in der sechsten Woche dar. Auch hier ist der Bezug zu Haeckels Argumentationsgang offensichtlich: In der vierten Woche sind die Embryonen nahezu ununterscheidbar. Selbst in der sechsten Woche ähneln sich die Säugetierembryonen stark, sind jedoch leicht von Reptilien und Vögeln zu unterscheiden.
Haeckel hatte seine Zeichnungen nicht anhand echter Embryonen erstellt, sondern Illustrationen anderer Lehrbücher als Vorlagen verwendet. Da er keine Quellen für seine Zeichnungen angab, wurde schnell von Kritikern über die Herkunft der Bilder spekuliert. Ludwig Rütimeyer erklärte sie zu verfremdeten Kopien von Illustrationen Theodor von Bischoffs, Alexander Eckers und Louis Agassiz’ und warf Haeckel vor, die Darstellungen im Interesse seiner Theorie verfremdet zu haben. Haeckel wollte an dieser Stelle keinen Fehler einräumen, in einem Brief erklärte er: „Im Übrigen sind die Formen derselben ganz genau theils nach der Natur copirt, theils aus allen, bisher über diese Stadien bekannt gewordenen Abbildungen zusammengestellt.“

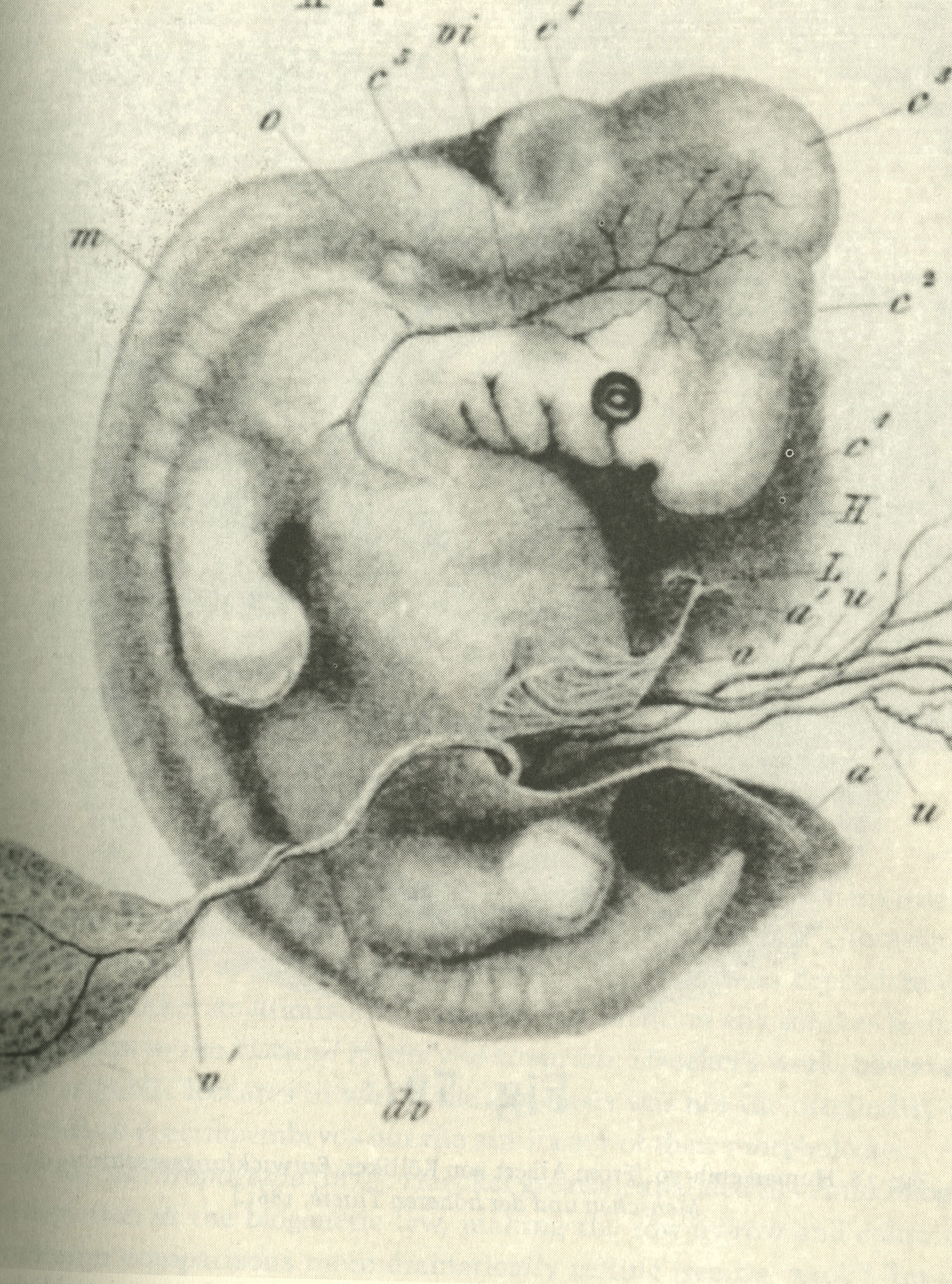
Mögliche Vorlage für Haeckels menschlichen Embryo. Ecker 1851–1859
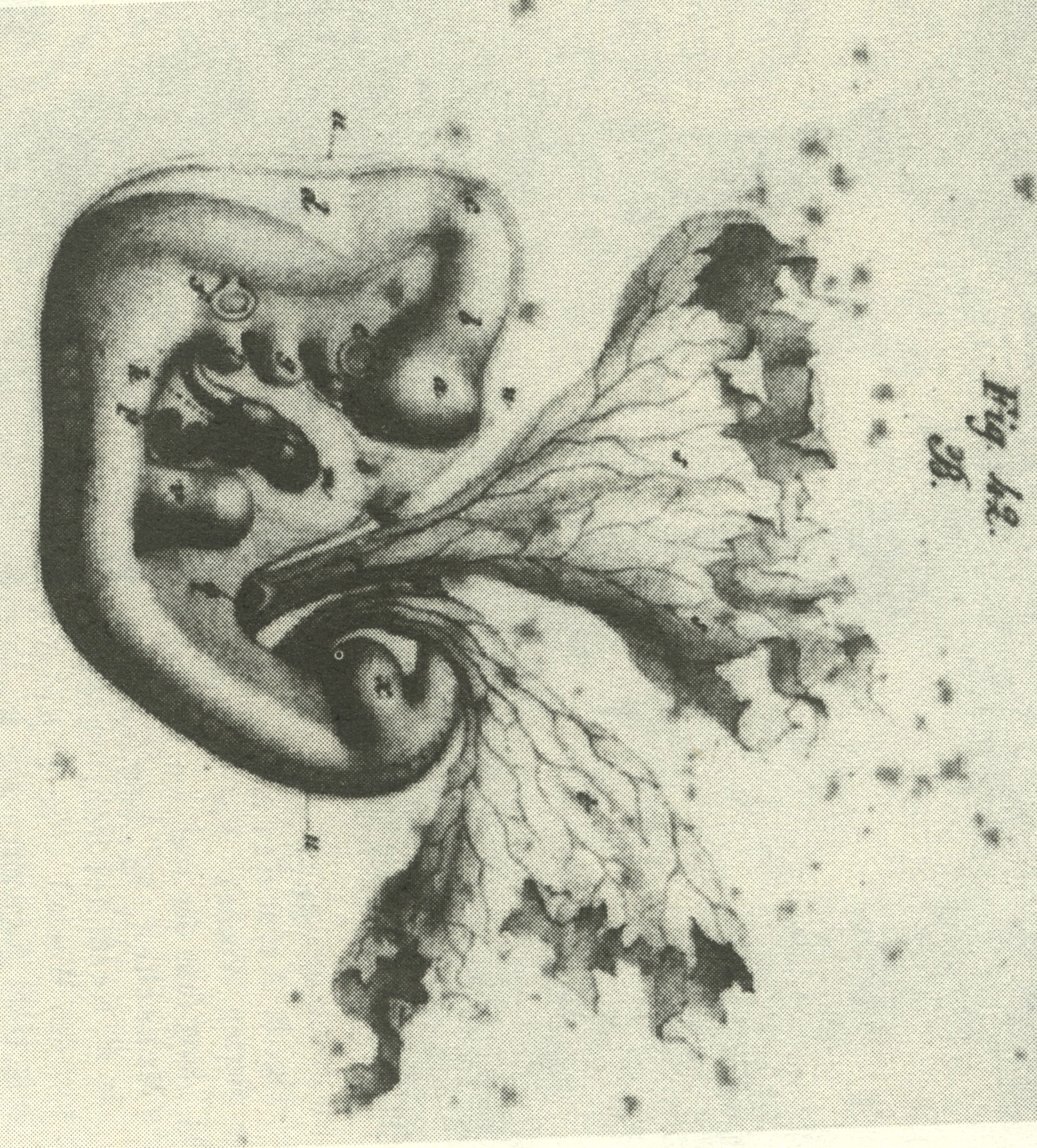
Mögliche Vorlage für Haeckels Hundeembryo. Bischoff 1845

## Die Kontroverse

### Frühe Reaktionen
Bereits kurz nach der Publikation der Natürlichen Schöpfungsgeschichte gab es unter Fachwissenschaftlern Diskussionen um Haeckels Illustrationen. Von Bischoff beschwerte sich bei seinem Kollegen Carl von Siebold über die seines Erachtens zu freien Zeichnungen. Dieser verteidigte zunächst Haeckel und wandte sich noch 1868 per Brief an Haeckel und bat um Quellenangaben für die Zeichnungen.
Derartige Zweifel wurden in den ersten Jahren jedoch nicht in der Öffentlichkeit geäußert und zeigten bei weitem nicht die Schärfe der ab 1874 geführten Kontroverse. Eine Ausnahme bildet der Basler Anatom Ludwig Rütimeyer, der seine Kritik im Archiv für Anthropologie publik machte. Rütimeyer empörte sich, dass Haeckels Zeichnungen als Belege und nicht als schematische Illustrationen präsentiert wurden. Dies könne „nicht anders genannt werden als Spieltreiben mit dem Publicum und der Wissenschaft“. Haeckel reagierte äußerst gereizt auf diese Vorwürfe Rütimeyers. In einem Brief an Charles Darwin interpretierte er die Kritik als eine Anbiederung an das „klerikale Basel“, das nun mal für Rütimeyers Gehalt aufkommen würde.
Derweil kamen von Darwin und anderen Wissenschaftlern äußerst positive Reaktionen auf die Natürliche Schöpfungsgeschichte. In der Einleitung zur 1871 erschienenen Abstammung des Menschen schrieb Darwin mit Bezug auf Haeckels Werk: „Wäre dieses Buch erschienen, ehe meine Arbeit niedergeschrieben war, würde ich sie vermutlich nie zu Ende geführt haben.“ Auch im Konflikt mit Rütimeyer kamen von Darwin aufbauende Worte. In einem Brief an Haeckel heißt es: „Es hat mich betrübt, vor ein oder zwei Jahren Rütimeyers Rezension gelesen zu haben. Es tut mir leid, dass er so rückschrittlich ist, auch da ich ihn sehr respektiert habe.“

### Von der Evolution zur evolutionären Weltanschauung
Die Natürliche Schöpfungsgeschichte erwies sich als publizistischer Erfolg, 1874 erschien bereits die fünfte Auflage. Auch Darwins Anerkennung und positive Rezensionen in Zeitschriften wie Nature und Das Ausland trugen dazu bei, dass sich Haeckel als führender Vertreter des Darwinismus im deutschsprachigen Raum etablieren konnte. Haeckel nutzte diese Aufmerksamkeit, um neben der biologischen Evolutionstheorie eine evolutionäre Weltanschauung zu propagieren. Der Darwinismus müsse nicht nur alle biologischen Disziplinen revolutionieren, sondern erscheine als Grundlage, auf der „alle wahre Wissenschaft in Zukunft weiter bauen wird“.
Haeckels Anspruch einer allgemeinen Geltung evolutionären Denkens bezog sich auch auf die Ethik und Politik. In den 1870er Jahren äußerte sich dies in Haeckels Verknüpfung der Evolutionstheorie mit dem Kulturkampf Bismarcks gegen den Katholizismus. In diesem Sinne kontrastierte Haeckel in der 1874 erschienenen Anthropogenie die aufklärerische Evolutionstheorie mit einer „schwarzen Internationale“ unter der „Fahne der Hierarchie: Geistesknechtschaft und Lüge, Unvernunft und Rohheit, Aberglauben und Rückschritt“.
Haeckels Konzeption einer umfassenden Weltanschauung kontrastierte mit Darwins vorsichtiger Präsentation der Evolutionstheorie und stellte Haeckel ins Zentrum der deutschen Debatten um die Evolutionstheorie. Katholische Theologen und Philosophen wie Johannes Huber sahen in Haeckel einen Wegbereiter des mechanischen Materialismus und erklärten ihn zum „Dogmatiker der schlimmsten Sorte“. Auch von empirischen Wissenschaftlern wie dem Ethnologen Adolf Bastian wurde scharfe Kritik geübt. Eine laienverständliche Darstellung der Evolutionstheorie sei grundsätzlich zu loben, allerdings verknüpfe Haeckel biologische Fakten auf inakzeptable Weise mit Spekulationen und subjektiver Weltanschauung. Haeckel missbrauche seine wissenschaftliche Autorität, wenn er dem Leser metaphysische Thesen als Tatsachen verkaufe. „Sie sind der fanatische Kreuzzugsprediger eines neuen Glaubens […]. Wer weiss, wohin Sie es noch bringen mögen; Sie haben all das Zeug dazu, ein Dogma der Unfehlbarkeit zu proclamieren. “

### Wilhelm His

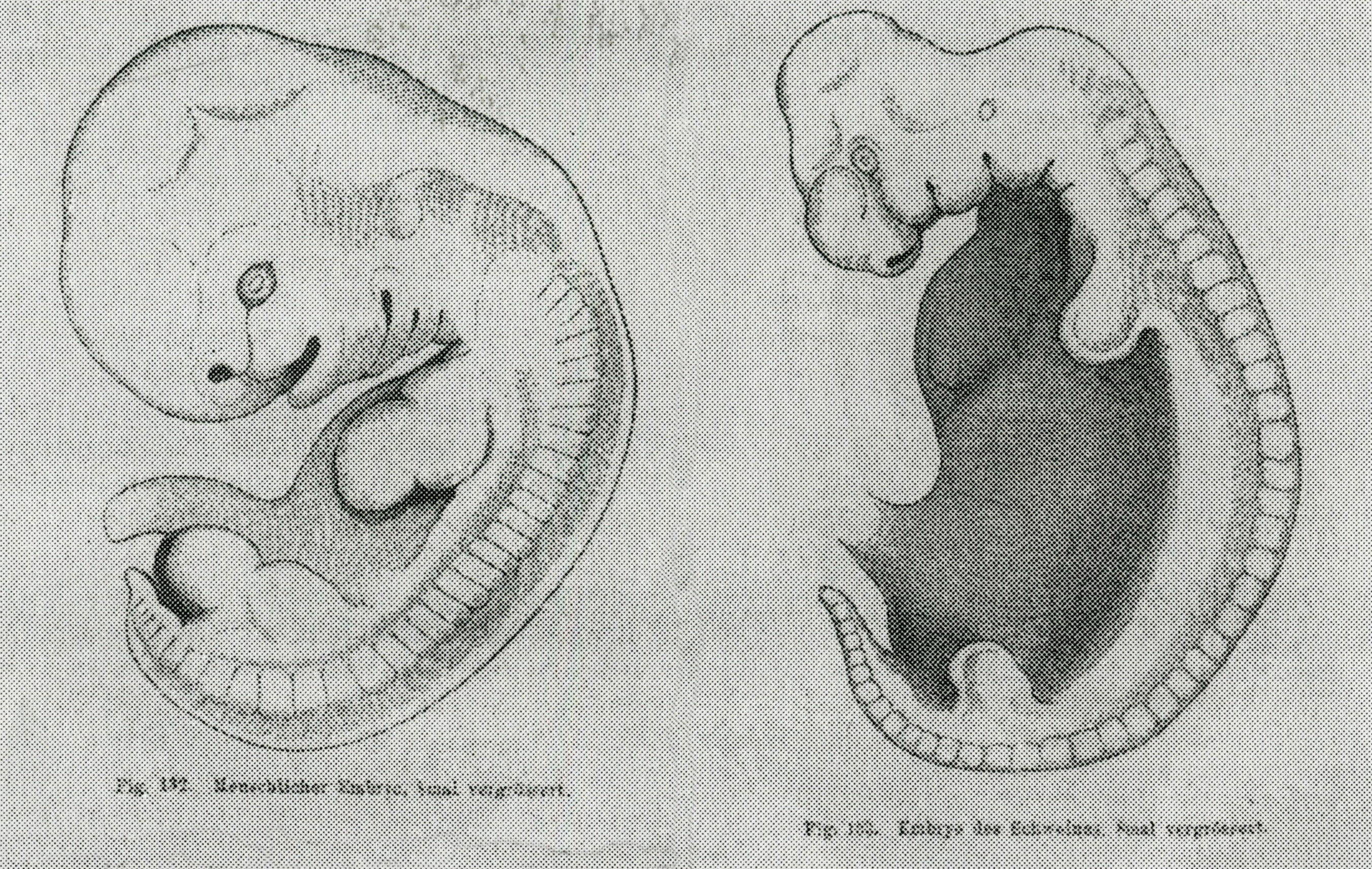
His’ Darstellung eines Menschen- und eines Schweineembryos. Die klar erkennbaren morphologischen Unterschiede widersprechen Haeckels Darstellungen.

Die eskalierende Debatte um Haeckels evolutionäre Weltanschauung blieb in den frühen 1870er Jahren unabhängig von den Embryonenbildern. Dies änderte sich, als der Anatom Wilhelm His 1875 in dem Werk Unsere Körperform und das physiologische Problem ihrer Entstehung Haeckels wissenschaftliche Seriosität in Frage stellte. Die reichhaltig illustrierte Publikation entwickelte eine physiologisch orientierte Embryologie, die keinesfalls mit Haeckels biogenetischem Grundgesetz übereinstimmte.
Die Theorien waren jedoch nicht nur inkompatibel, His griff zudem Haeckels Embryonenzeichnungen und seine wissenschaftliche Methodik direkt an. Haeckels Embryonenzeichnungen seien nicht nur von anderen Lehrbüchern kopiert, sondern zugleich von Haeckel verfälscht worden. So habe Haeckel bei der Zeichnung des vier Wochen alten Menschenembryos nicht alleine eine Abbildung Bischoffs ohne Quellenangabe als Vorlage verwendet. Er habe zudem die Länge des Schwanzes gegenüber Bischoffs Zeichnung verdoppelt, um Menschen- und Hundeembryo ähnlicher erscheinen zu lassen. Derartige Verfahren disqualifizierten Haeckel als ernstzunehmenden Wissenschaftler:

„Ich selbst bin in dem Glauben aufgewachsen, dass unter allen Qualificationen eines Naturforschers Zuverlässigkeit und unbedingte Achtung vor der Wahrheit die einzige ist, welche nicht entbehrt werden kann. […] Mögen daher Andere in Herrn Haeckel den thätigen und rücksichtslosen Parteiführer verehren, nach meinem Urtheil hat er durch diese Art seiner Kampfführung selbst auf das Recht verzichtet, im Kreise ernsthafter Forscher als Ebenbürtiger mitzuzählen.“

His war kein Gegner der Evolutionstheorie im Allgemeinen, setzte sich jedoch für eine Beschränkung ihres Anwendungsbereichs ein. Eine erfolgreiche Embryologie dürfe sich nicht auf spekulative evolutionäre Vergleiche stützen. Vielmehr habe sie sich an den methodischen Vorgaben der ebenfalls neuen – und von Haeckel schroff abgelehnten – experimentellen Physiologie zu orientieren. Die unterschiedlichen Einstellungen zum Anwendungsbereich evolutionärer Modelle drängten Haeckel und His in entgegengesetzte Enden des darwinistischen Spektrums. Während Haeckel evolutionäre Argumentationen von der Phylogenese über die Ontogenese bis zur Politik und Ethik ausdehnen wollte, vertrat His die weitgehende Unabhängigkeit biologischer Disziplinen wie der Embryologie von der Evolutionstheorie.

### Eskalation und Abflauen der Debatte
Die scharfe Kritik eines anerkannten Embryologen brachte eine zusätzliche Dynamik in die Debatte um Haeckels Variante des Darwinismus. Von nun an wurde Haeckel von seinen Gegnern unter Bezugnahme auf His als wissenschaftlicher Fälscher angegriffen, dessen „traurige Verwirrungen“ ihn aus dem Kreise der Wissenschaftler ausgeschlossen hätten. Dabei kamen Angriffe gleichermaßen von Naturwissenschaftlern, die der Evolutionstheorie oder zumindest Darwins Selektionstheorie skeptisch gegenüberstanden, und von Theologen und religiösen Philosophen, die den Darwinismus als eine gefährliche und materialistische Ideologie betrachteten.
In der vierten Auflage der Anthropogenie aus dem Jahre 1891 sah sich Haeckel schließlich zu einem „Apologetischen Schlußwort“ genötigt. Mit einem Abstand von mehr als zwanzig Jahren war Haeckel durchaus zu Selbstkritik bereit: In der Natürlichen Schöpfungsgeschichte seien die Ähnlichkeiten zwischen den Wirbeltierembryonen „übertrieben“ dargestellt worden, die dreifache Verwendung desselben Druckstockes sei eine „höchst unbesonnene Thorheit“ gewesen. Zugleich setzte Haeckel jedoch zu einem verbalen Angriff auf His und seine übrigen Kritiker an. Es sei „erbärmlich“, „verächtlich“ und „kindisch“, aus derartigen Ungenauigkeiten und Fehlern im Detail einen wissenschaftlichen Fälschungsvorwurf zu konstruieren. Seine Gegner würden selbst unredlich handeln, da sie mit ihren Angriffen auf Detailfehler den gesamten Darwinismus diskreditieren wollten.
Das „Apologetische Schlußwort“ fiel in eine Zeit, in der die Embryonenkontroverse bereits am Abklingen war. Andere Debatten hatten sich in den Vordergrund geschoben, etwa die zwischen Haeckel und Rudolf Virchow geführte Kontroverse um die Einführung der Evolutionstheorie im Schulunterricht. Auf der 50. Jahrestagung der Versammlung deutscher Naturforscher und Ärzte forderte Haeckel eine weitgehende Reform des Unterrichts, während Virchow sich gegen die Lehre von „speculativen Gebäuden“ wie der Evolutionstheorie wandte. Mit dem 1899 veröffentlichten Bestseller Die Welträthsel und dem 1906 gegründeten Monistenbund verschob Haeckel die um ihn geführten Kontroversen zunehmend von der Evolutionstheorie zu seiner allgemeinen monistischen Philosophie. Die Embryonenkontroverse wurde zu einem Randthema, das von Haeckels Gegnern noch gelegentlich verwendet wurde, um seine wissenschaftliche Glaubwürdigkeit in Frage zu stellen.

## Neuere Rezeption

### Erneuerung der Fälschungsvorwürfe

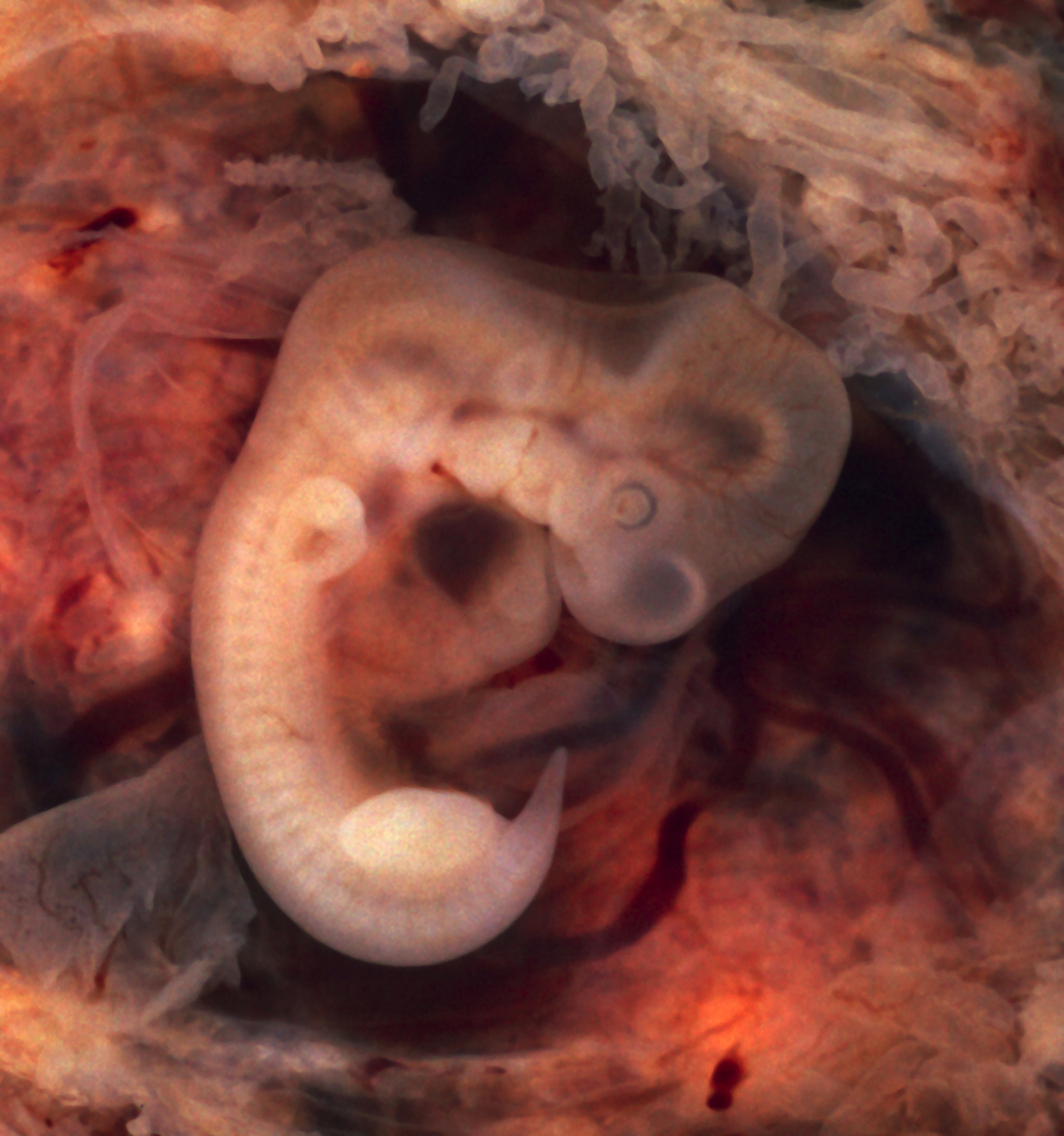
Fotografie eines menschlichen Embryos in der 5. Woche p.c. (7. SSW).

Mit dem Ersten Weltkrieg, dem Tod Haeckels 1919 und der Auflösung des Monistenbundes durch die Nationalsozialisten 1933 nahm das Interesse an Haeckels Theorien generell ab, und die Embryonenkontroverse geriet in weitgehende Vergessenheit. Dies änderte sich erst 1997 durch die Publikationen des Embryologen Michael Richardson. Richardson und Mitarbeiter wandten sich primär gegen die Idee eines von allen Wirbeltieren geteilten embryonalen Stadiums in der Gegenwartsforschung. Dabei verglichen sie aktuelle Fotografien von Embryonen mit Haeckels Darstellungen, stellten große Unterschiede fest und erklärten, dass die Ergebnisse „ernsthaft seine Glaubwürdigkeit unterminieren“ würden.
Im gleichen Jahr berichtete Science in der Rubrik research news von den Ergebnissen unter dem Titel „Fraud rediscovered“ („Fälschung wiederentdeckt“). Auch nun zogen die Fälschungsvorwürfe wieder eine scharf geführte Debatte nach sich. Richardson erklärte Haeckels Zeichnungen zunächst zu Fälschungen und zog diese Einschätzung später unter Bezug auf den historischen Kontext wieder zurück. In Zeitungen wie der Times und der Frankfurter Allgemeinen Zeitung wurden die Fälschungsvorwürfe zum Teil erneuert, zum Teil zurückgewiesen.
Zudem wurde die wieder aufkommende Debatte von Vertretern des Intelligent Designs aufgegriffen, um allgemeine Zweifel an der Evolutionstheorie zu belegen. Jonathan Wells erklärte etwa in seinem Artikel „Survival of the fakest“ („Das Überleben der Gefälschtesten“), der Fall Haeckels zeige, dass die Evidenzen für die Evolutionstheorie zu großen Teilen auf mittlerweile widerlegten Vereinfachungen und Fälschungen beruhen würden. Michael Behe erklärte die Embryonenkontroverse zu einem Beispiel für die Notwendigkeit eines kritischen Umgangs mit der Evolutionstheorie im Biologieunterricht.

### Wissenschaftsgeschichte und -theorie
In der wissenschaftshistorischen Erörterung der Kontroverse werden die Fälschungsvorwürfe gegen Haeckel überwiegend zurückgewiesen. Eine typische Einschätzung findet sich etwa bei Nick Hopwood, nach dem die gegenwärtigen Fälschungsvorwürfe den historischen Kontext nicht genügend berücksichtigen und einem individualistischen Verständnis von Fälschung aufsitzen würden. Die Anschuldigungen beruhten häufig auf modernen Standards wissenschaftlichen Arbeitens. So sei es etwa im 19. Jahrhundert angesichts wenig verfügbarer Embryonen üblich gewesen, anatomische Zeichnungen aus anderen Lehrbüchern zu kopieren.
Eine erkenntnistheoretische Interpretation des Konflikts zwischen Haeckel und His findet sich im Rahmen einer „Geschichte der Objektivität“ bei Lorraine Daston und Peter Galison. Die Embryonenkontroverse falle in eine Zeit des Wandels wissenschaftlicher Methodologien. Haeckel stehe noch in der Tradition einer auf „Naturwahrheit“ ausgerichteten Wissenschaft, in der idealisierte Illustrationen als zentrales Mittel wissenschaftlichen Arbeitens betrachtet wurden. Die Aufgabe des Wissenschaftlers sei es, hinter der Vielfalt der Erscheinungen die wahren Urtypen zu beschreiben und zu illustrieren. Demgegenüber sei His ein Vertreter der aufkommenden Methodologie der „mechanischen Objektivität“, nach der es die Pflicht des Wissenschaftlers sei, die Darstellung so weit wie möglich von der eigenen Subjektivität freizuhalten.
In diesem Sinne beschwerte sich Haeckel, dass seine Darstellungen „das Wesentliche des Gegenstandes zeigen und das Unwesentliche fortlassen; […] völlig tadelfrei und tugendrein ist nach His (und vielen anderen ‚exakten‘ Pedanten) nur der Photograph“.

### Primärliteratur
- Ernst Haeckel: Natürliche Schöpfungsgeschichte. 1. Auflage. Georg Reimer, Berlin 1869 und 3. Auflage. Georg Reimer, Berlin 1872.
- Ernst Haeckel: Anthropogenie. 1. Auflage. Wilhelm Engelmann, Leipzig 1874.
- Ernst Haeckel: Apologetisches Schlußwort. In: Anthropogenie. 3. Auflage, Wilhelm Engelmann, Leipzig 1891.
- Wilhelm His: Unsere Körperform und das physiologische Problem ihrer Entstehung. F. C. W. Vogel, Leipzig 1875.
- Ludwig Rütimeyer: Referate. „Ueber die Entstehung und den Stammbaum des Menschengeschlechtes“ und „Natürliche Schöpfungsgeschichte“. In: Archiv für Anthropologie. Nr. 3, 1868, S. 301–302.

### Sekundärliteratur
- Mario A. Di Gregorio: From Here to Eternity. Ernst Haeckel and Scientific Faith. Vandenhoeck & Ruprecht, Göttingen 2005, ISBN 3525569726.
- Nick Hopwood: Pictures of Evolution and Charges of Fraud. In: ISIS. Band 97, 2008, Chicago Journals, ISSN 0021-1753, S. 260–301.
- Nick Hopwood: Haeckel's Embryos: Images, Evolution, and Fraud. University of Chicago Press, 2015, ISBN 978-0226046945
- Robert J. Richards: The Tragic Sense of Life. Ernst Haeckel and the Struggle over Evolutionary Thought. Chicago University Press, Chicago 2008, ISBN 0226712141.
- Michael Richardson und Gerhard Keuck: Haeckel’s ABC of evolution and development. In: Biological Reviews. Band 77, 2002, ISSN 0006-3231, Blackwell Synergy, S. 495–528.
- Klaus Sander: Ernst Haeckel’s ontogentic recapitulation: irritation and incentive from 1866 to our time. In: Annals of Anatomy. Band 184, 2002, ISSN 0940-9602, Urban & Fischer, S. 523–533.